# Bernt von Heiseler
Bernt von Heiseler (* 14. Juni 1907 in Brannenburg; † 24. August 1969 in Vorderleiten bei Degerndorf am Inn) war ein deutscher Schriftsteller.

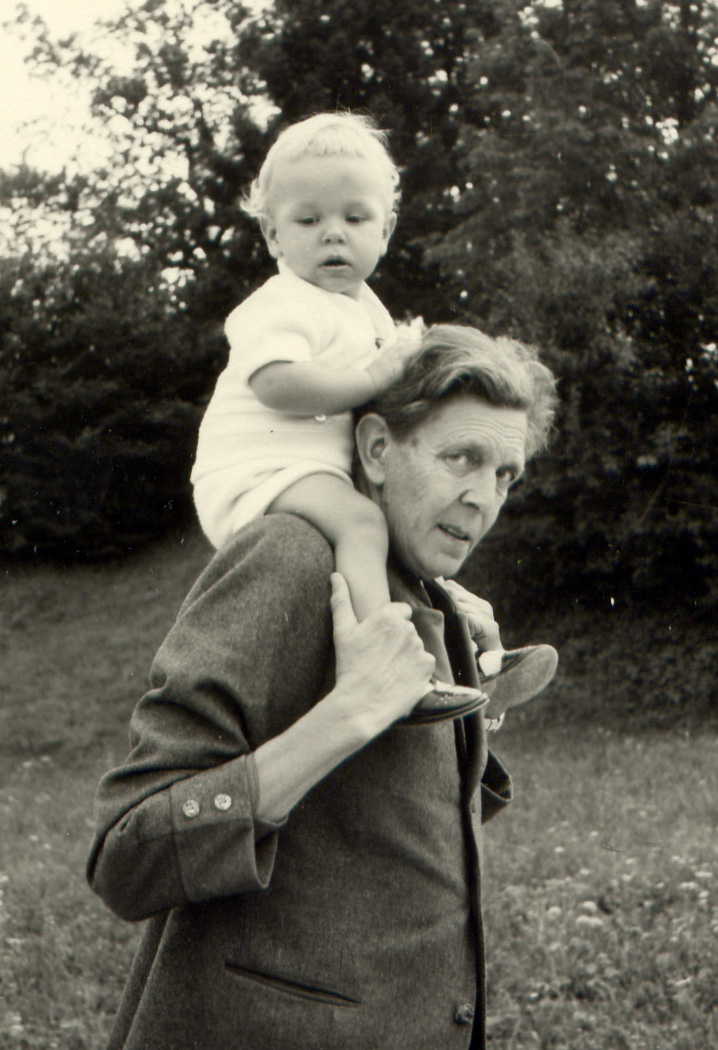
Bernt von Heiseler mit seinem Enkel Till

## Leben
Heiseler wurde als Sohn des Dichters Henry von Heiseler geboren. Er studierte in München und Tübingen (u. a. Evangelische Theologie) und kehrte dann in das von seinem Vater erworbene und ausgebaute große Bauernhaus Vorderleiten zurück, wo er, unterbrochen durch einige Reisen, als freier Schriftsteller lebte und arbeitete. Er heiratete die promovierte Germanistin Gertrud Maria Gräfin Resseguier-Miremont, die er oft scherzhaft „die Papistin“ nannte. Da er selbst kinderlos war, adoptierte er seinen Neffen Johannes Henrich von Heiseler (Wanja). 

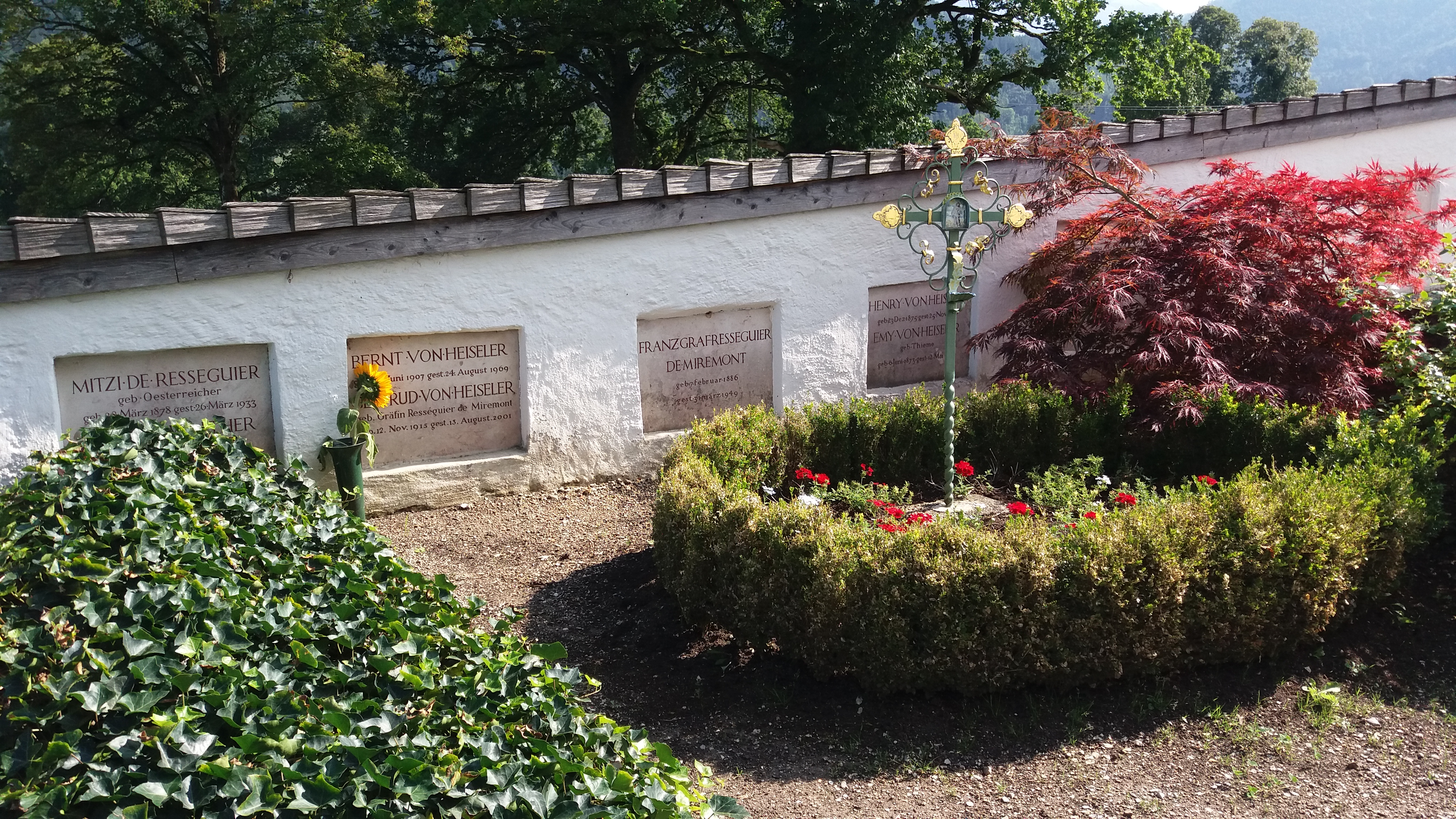
Grabstätte Familie von Heiseler, Kirchhof St. Margarethen (Brannenburg)

Nach der „Machtergreifung“ der Nationalsozialisten trat er zum 1. Mai 1933 der NSDAP bei (Mitgliedsnummer 2.946.255). In der Zeit des Nationalsozialismus schrieb er verschiedene Werke, wie 1935 den Gedichtband Wanderndes Hoffen, 1937 das Schauspiel Schill und 1939 die Essay-Sammlung Ahnung und Aussage. Seine Tragödie Cäsar wurde 1941 uraufgeführt und nach der ersten Aufführung abgesetzt. 
In der Nachkriegszeit wandte er sich religiösen Themen zu, wie dem Stundenbuch für Christenmenschen (1962) und der Gedichtsammlung Evangelisches Marienlob (1966).
Heiseler war ein vielseitiger Autor und verfasste Gedichte, Novellen, Romane, Theaterstücke, Essays und Biografien von Schiller und Kleist und seinem Vater (1932). Von diesem gab er eine Gesamtausgabe (3 Bände 1937f.) und eine Auswahl (1949) heraus, und er schrieb eine kleine Schrift über ihn: Henry von Heiseler. Sein Weg in den Werken (1932). Außerdem gab er die Werke von Eichendorff, Goethe, Hölderlin, Kleist, Mörike und Stifter bei Bertelsmann in Gütersloh heraus. 1963 erschien sein Theaterstück Till Eulenspiegel und die Wahrheit. Dieses widmete er später seinem Enkel Till Nikolaus von Heiseler. Seine Stimme ist auf einer Schallplatte von Ariola (1959) zu hören: Von Heiseler liest eigene Gedichte und einen Auszug aus seinem Roman „Versöhnung“. 
Er war Mitglied der Akademie der Künste in Berlin und der Deutschen Akademie für Sprache und Dichtung in Darmstadt. 1967 erhielt er den Konrad-Adenauer-Preis der Deutschland-Stiftung.
Sein „Haus Vorderleiten“ wurde zu einem kulturellen Mittelpunkt: In der zum Saal ausgebauten Tenne fanden Rezitationen, Lesungen, Vorträge und Konzerte statt. 
Am 24. August 1969 starb er unerwartet einen plötzlichen Herztod. 1971 erschienen postum seine Memoiren unter dem Titel Haus Vorderleiten.

## Werke
- Seelenspiel (Drama, Berlin 1930)
- Die Schwefelhölzer. Ein weihnachtliches Spiel (München 1931)
- Henry von Heiseler. Sein Weg in den Werken (Radolfzell 1932)
- Der Gasthof in Preußen. Ein Vorspiel 1813 (München 1932, ²1936)
- Kyffhäuserspiel (München 1934)
- Wanderndes Hoffen (Gedichte, München 1935)
- Schach um die Seele. Ein ritterliches Spiel (München 1935, Kassel 1954)
- Die Unverständigen. Erzählungen (Potsdam 1936)
- Stefan George (Lübeck 1936)
- Das laute Geheimnis. Lustspiel nach Calderon (München 1937)
- Schill. Ein Schauspiel (München 1937)
- Des Königs Schatten. Komödie (München 1938, Berlin 1942, Braunschweig 1949, Bussum 1956, Kassel 1957)
- Die gute Welt. Roman (München 1938, ²1942 u.ö., Stuttgart 1961 u.ö.)
- Ahnung und Aussage. Essays (München 1939, Gütersloh 1952)
- Kleist (Stuttgart 1939 u.ö., Gütersloh 1951)
- Cäsar. Tragödie (Berlin 1940, München 1942, Gütersloh 1953)
- Gedichte. Kleines Theater (München 1940)
- Apollonia. Erzählung (München 1940 u.ö., Stuttgart 1950 u.ö., Graz 1954)
- Der Mann unter der Treppe. Eine deutsche Sage (Berlin 1942; München 1947, Paderborn 1958 als Der Bettler unter der Treppe. Eine deutsche Sage)
- Semiramis. Tragödie (Berlin 1943, Bühl 1948)
- Erzählungen (München 1943)
- Gespräche über Kunst (Krefeld 1947)
- Der persönliche Gott (München 1947)
- De profundis (Krefeld 1947)
- Das Stephanusspiel (München 1948, Freiburg 1949)
- Das Ehrenwort. Erzählung (Düsseldorf 1948)
- Hohenstaufen-Trilogie (Bremen 1948, Gütersloh 1958 u.ö.)
- Philoktet. Nach dem Drama des Sophokles (München 1948, Braunschweig 1952, Kassel 1965)
- Über den Dichter. Zeitalter und Aufgabe (Frankfurt am Main 1949)
- Das Neubeurer Krippenspiel (Kassel ²1949 u.ö.)
- Spiegel im dunklen Wort. Gedichte (München 1949)
- Vera Holm (Gütersloh 1950)
- Das Leben der Brigitte Weilmann (Erzählung, Gütersloh 1951)
- Katharina. Das Ehrenwort. 2 Erzählungen (Gütersloh 1952 u.ö., Paderborn 1959, München 1971)
- Gebete nach den Psalmen (Gütersloh 1953)
- Versöhnung. Roman (Gütersloh 1953 u.ö., Neuhausen-Stuttgart 1985)
- Der Dichter als Tröster. Betrachtungen zur dichterischen Aufgabe in dieser Zeit (Berlin 1954)
- Das Fläschchen mit goldenem Saft (Gütersloh 1954)
- Das Haller Spiel von der Passion (Gütersloh 1954)
- Tage. Ein Erinnerungsbuch (Gütersloh 1954)
- Allerleirauh. Die Märchen, Balladen und erzählenden Gedichte (Gütersloh 1955, Göttingen 1961)
- Eines Nachmittags im Herbst (Laienspiel, Kassel 1955)
- Stunde der Menschwerdung. Eine Weihnachtbetrachtung (Stuttgart 1955)
- Ist Vertrauen noch möglich? Eine politische Christenfibel (Lahr 1956)
- Der Tag beginnt um Mitternacht (Gütersloh 1956 u.ö., Wuppertal 1968, ²1990)
- Helena bleibt in Troja. Drama von Selahattin Batu. Freie Nachdichtung (Bayreuth 1957)
- Gedichte (Gütersloh 1957)
- Die Malteser. Ein Schauspiel (Gütersloh 1957)
- Lebenswege der Dichter. 4 Beiträge (Gütersloh 1958)
- Philemon, der fröhliche Märtyrer. Nach der Komödie von Jakob Bidermann frei bearbeitet (Stuttgart 1958)
- Sinn und Widersinn. Novellen (Gütersloh 1958)
- Schiller (Gütersloh 1959)
- Zwei Edelleute aus Verona. Lustspiel von Shakespeare. Auf Grund der alten Übersetzung von Dorothea Tieck frei bearbeitet (Kassel 1961)
- Ländliche Winterkomödie (New York 1961)
- Sieben Spiegel (Stuttgart 1962)
- Stundenbuch für Christenmenschen (Stuttgart 1962)
- Till Eulenspiegel und die Wahrheit. Ein Schelmenstück (Gütersloh 1963)
- Reise nach Übersee (Stuttgart 1963)
- Das verschwiegene Wort. Roman (Stuttgart 1964)
- Vaterland nicht mehr Mode? Eckartschrift Heft 16, ÖLM (Wien 1964)
- Ein evangelisches Marienlob (Stuttgart 1966, Eppenhain 2001)
- Christ und Vaterland (München 1967)
- Leben, Zeit und Vaterland (Stuttgart 1967)
- Die vorbestrafte Nation. Thesen und Betrachtungen Eckartschrift Heft 26, ÖLM (Wien 1968)
- Versailles. Gespräch über einen Unfrieden Eckartschrift Heft 30, ÖLM (Wien 1969)
- Haus Vorderleiten (Stuttgart 1971)